# آلبرشت رودنباخ
آلبرتوس "آلبرشت" پتروس ژوزف مانسوئتوس فردیناندوس رودنباخ ( Dutch: [ˈɑlbrɛxt ˈroːdə(m)bɑx] ; ۲۷ اکتبر ۱۸۵۶- ۲۳ژوئن ۱۸۸۰) شاعر فلاندری و رهبر احیای ادبیات فلاندری بود که در اواخر قرن نوزدهم رخ داد. او بیشتر به عنوان نماد جنبش فلاندری شناخته شده است تا فعالیت های واقعی خود، زیرا در سن ۲۳ سالگی درگذشت. هوگو وریست، رودنباخ را شاعر، روح، قلب، ذهن، کلمه فلاندرِ دوباره متولد شده نامید! 

## اوایل زندگی
رودنباخ در روسلاره در یک خانواده بورژوا، بزرگترین فرزند از ۱۰ فرزند و پسر عموی ژرژ رودنباخ رمان نویس متولد شد. پدر آلبرشت رودنباخ ژولیوس رودنباخ (۱۹۱۵-۱۸۲۴) اهل راینلند، برادر فلیکس رودنباخ، مبلغ سیاسی فلاندری بود.  مادر آلبرشت رودنباخ، سیلویا د لا هوتر (۱۸۹۹-۱۸۳۴) بود. اگرچه مادرش یک والون اهل تورنای بود، اما هلندی را که در روسلاره صحبت می شد آموخته بود. رودنباخ از دوران کودکی توسط پدر و عمویش در معرض احساسات ملی گرایانه فلاندری قرار گرفت.
رودنباخ در مدرسه علمیه کوچک روزلار شرکت کرد و در آنجا با ایده‌های نهضت ادبیات فلاندری توسط هوگو وریست و دیگران آشنا شد. رودنباخ نیز در این زمان تحت تأثیر گویدو گزله قرار گرفت. در سال تحصیلی ۱۸۷۵-۱۸۷۴، این به درگیری بین دانش آموزان فلاندری و مدیر فرانسوی دوست مدرسه منجر شد. در جشنواره سالانه ترانه، دانش‌آموزان به‌طور سنتی آهنگ‌های فرانسوی می‌خواندند، رودنباخ تظاهرات را رهبری می‌کرد و دانشجویان عمدتا هلندی‌زبان، آهنگ اعتراضی را به زبان هلندی خواندند. این اعتراض منجر به اعتراضات مشابه در سراسر بلژیک شد. با وجود این و سایر فعالیت‌ها، رودنباخ در سال ۱۸۷۶برای اولین بار در رشته بلاغت فارغ‌التحصیل شد.

## جنبش فلاندری

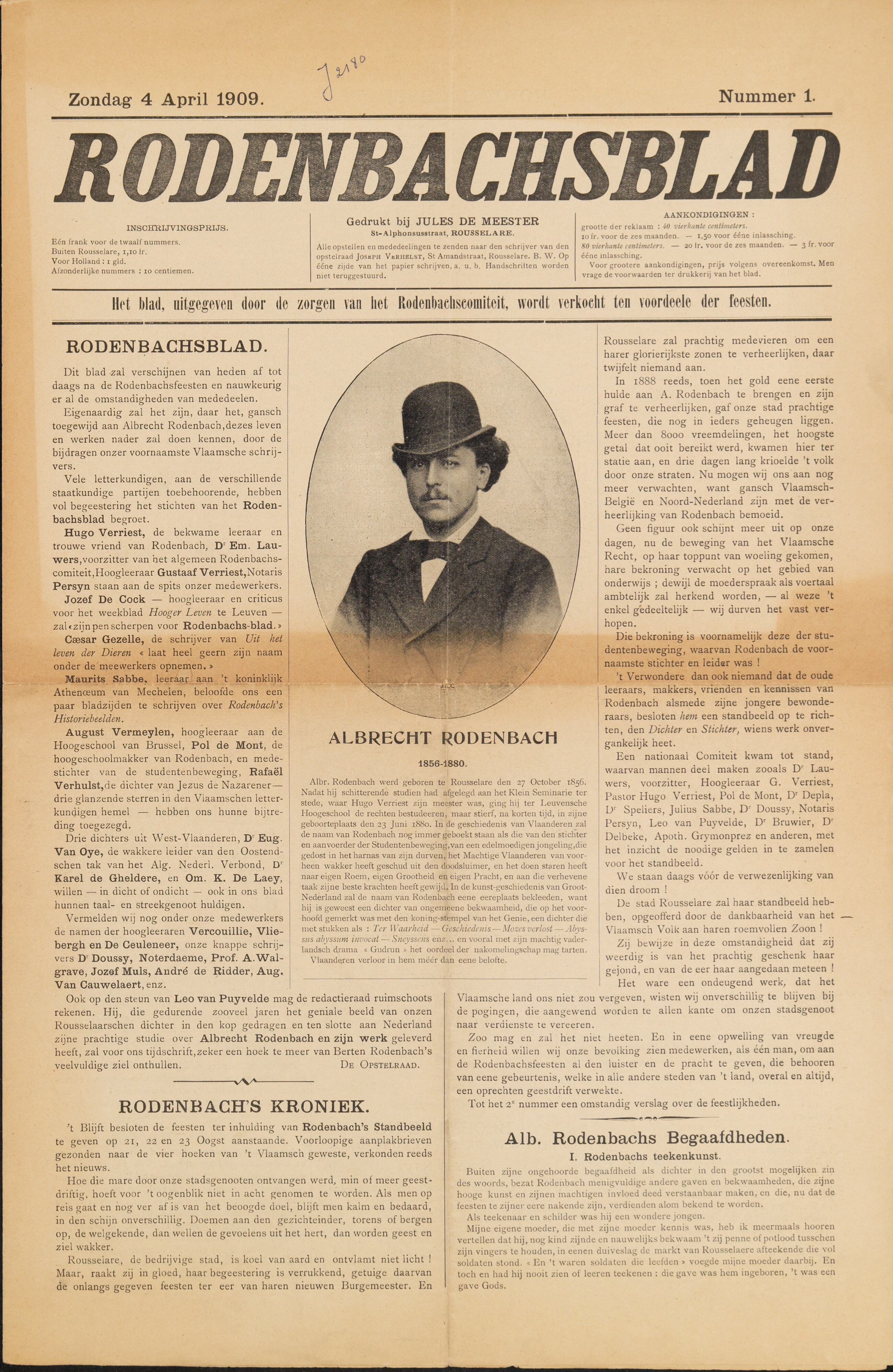
گزیده ای از رودنباخسبلاد در سال ۱۹۰۹. روزنامه ای که به آلبرشت رودنباخ تقدیم شده است. در کتابخانه دانشگاه خنت نگهداری می شود.

در دانشگاه لوون با شاعری به نام پل دو مونت که یک سال بزرگتر بود آشنا شد. آنها با هم به دنبال ترویج احیای هنری فلاندری و حقوق برابر برای دانشجویان فلاندری به عنوان یک جنبش دانشجویی بودند و در سال ۱۸۷۶ "Algemene Vlaamse Studentenbond" (انجمن دانشجویان فلاندری) را ایجاد کردند. از جمله اهداف آنها این بود که کلاس هایی به زبان هلندی و کلاس هایی شامل فرهنگ فلاندری داشته باشند. مجله مصور انجمن Het Pennoen (پرچم)  مقالات رودنباخ را به صورت ناشناس منتشر کرد. رودنباخ از طریق یک کمیته مکاتبه، تماس های خود را در روزلار حفظ کرد.  ایدئولوژی آنها آمیزه ای از فلسفه گایدو گزاله با ناسیونالیسم رمانتیک هندریک کانشنس و درستی اعتقاد واقعی بود. روبنباخ و دو مونت جنبش دانشجویی خود را به نام blauwvoet (موجود پا آبی ) نامیدند که پروازش خبر از طوفان آینده می دهد. فریاد تجمع Blauwvoeterie این بود: وقتی پای آبی پرواز می کند، در دریا طوفان می آید! رودنباخ آن را با جنبش بورشنشافتن آلمان مقایسه کرد. 

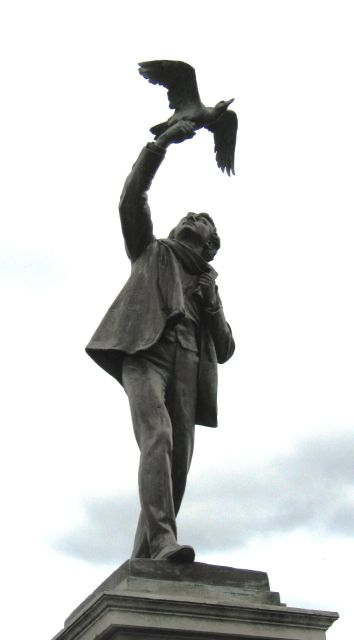
مجسمه آلبرشت رودنباخ در روزلار، بلژیک؛ مجسمه ساز ژول لاگا

علاوه بر این، رودنباخ با لیبرال های فلاندری مانند شاعر یان فن بیرز و نویسنده ماکس روزز تماس گرفت که به تبلیغ جنبش و افشای اعضای آن در معرض اهداف سیاسی بیشتر کمک کرد.  
رودنباخ قبل از تولد ۲۴ سالگی خود در روسلاره بر اثر سل درگذشت و تقریباً بلافاصله به نماد برجسته جنبش دانشجویی فلاندری تبدیل شد.  با مرگ رودنباخ، پل دو مونت رهبری "اتحادیه عمومی دانشجویان فلاندرز" را بر عهده گرفت.

## مقالات
رودنباخ در سال ۱۸۷۶ مقالاتی را با نام مستعار "هارولد" منتشر کرد. کتاب او Eerste Gedichten ( اولین شعرها ) در سال ۱۸۷۸ منتشر شد  بقیه آثار او، از جمله نمایشنامه منظوم گودرون ، حماسه ای دراماتیزه شده از وایکینگ ها، تا پس از مرگ او منتشر نشد. 
رودنباخ در زمان مرگش به خاطر آهنگ‌ها، اشعار و آثار آهنگی‌اش که نمادهای الهام‌بخش جنبش فلاندری باقی مانده‌اند، شناخته می‌شد. او الهام بخش رمان کرلز ون ولاندرن اثر هندریک کانشنس بود. فلاندریا فیلم در سال ۱۹۳۰ فیلمی با عنوان آلبرشت رودنباخ به کارگردانی کلمنس دی لندشیر درباره او ساخت. سازمان فرهنگی رودنباخ فوندز به نام او نامگذاری شد.